# Барсия, Робер
Робер Феликс Барсиа (Барсия, Robert Barcia), также известный как Харди (Hardy, по-французски произносится «Арди») и Роже Жирардо (Roger Girardot; 22 июля 1928 года в Париже — 12 июля 2009 года в Кретее) — французский политик, который являлся соучредителем и лидером Интернационалистического коммунистического союза (UCI) — троцкистской организации, более известной по названию своей еженедельной газеты Lutte Ouvrière («Рабочая борьба», LO). Барсиа был известен только по своей партийной кличке (кадровому псевдониму), Арди (иногда Тедеев Жусье), даже большинству членов LO.

## Биография
Роберт Барсия родился в Париже в рабочей семье (отец был испанским иммигрантом, сторонником коммунистов и кладовщиком; мать, француженка по национальности, — торговкой зеленью) и изначально был членом Французской коммунистической партии. Он начал свою деятельность в качестве активиста 15-летним во время Второй мировой войны. За свою активность в подпольной ячейке коммунистической молодёжи (распространение нелегальной прессы, разбрасывание листовок в кинотеатрах и т. д.). в сентябре 1943 года он был арестован и заключён в тюрьму Санте до 1944 года. Освободившись, он восстановил связь с группами сопротивления и познакомился с троцкистским активистом Матьё Бухольцем, чьи рассказы о борьбе Троцкого против советской бюрократии и гибель от рук сталинистов из ФКП окончательно склонили Барсиа к троцкистским идеям.
Затем он присоединился к небольшой троцкистской группе Союз коммунистов (Union Communiste), которую возглавлял румынский троцкист Барта (Давид Корнер). Учитывая, что группа была подпольной, в ней большое внимание уделялось безопасности, и все её члены приняли кадровые имена — так Робер становится «Харди», что отсылало к комику Оливеру Харди. Эта склонность организации к конспирации продолжается и сегодня — как и акцент на ориентации на промышленный рабочий класс на рабочих местах. После войны эта небольшая группа в основном сосредоточилась вокруг завода Renault в Булонь-Бийанкуре.
Союз коммунистов не принимал участия в перегруппировке других французских троцкистских групп, которая произошла в 1944 году и привела к созданию Международной (Интернациональной) коммунистической партии. Это произошло потому, что UC считал, что другие троцкистские группы не подвели итог тому, что UC считал их «националистическими отклонениями» на раннем этапе войны.
Основной задачей UC была работа на заводах Renault в районе Парижа, где её члены работали и занимались образовательной работой с целью подготовки кадров. В 1947 году эта работа означала, что UC сыграл важную роль в руководстве забастовкой на предприятиях компании Renault, которая способствовала падению правительства. Однако Арди не принимал личного участия в этих событиях из-за плохого здоровья (в 20-летнем возрасте он страдал от туберкулёза и часто оказывался на лечении).
Напряжение, испытываемое Союзом коммунистов, а впоследствии и независимым профсоюзом SDR, ведущими борьбу в «Рено», привело UC к своему краху. После различных попыток возродить организацию, в 1956 году после советского вторжения в Венгрию и Суэцкого кризиса была запущена газета Voix Ouvrière («Голос рабочих»). Среди деятелей, возглавлявших эти усилия, были Харди и ещё один бывший член UC Пьер Буа, ведущий активист UC в Renault. Однако неясный спор с Бартой-Корнером, похоже, привёл к неучастию последнего.
С 1956 года Харди был центральным лидером первой Voix Ouvrière, а после её запрета по итогам студенческих протестов и рабочих забастовок 1968 года — Lutte Ouvrière, и оставил свой след в группе. Однако, учитывая, что тексты VO и LO, как правило, не подписываются отдельными лицами, а сам Арди не баллотировался на государственные должности, его рукводящая роль в организации оставалась неясной.
Газета Lutte Ouvrière, ставшая первым крайне левым изданием, которое легально возобновило свою деятельность всего через две недели после роспуска властями большинства леворадикальных групп, позиционировась как независимая, не связанная ни с одной политической партией, «чтобы май 68-го оплодотворил и возродил рабочее движение», но вскоре стало ясно, что за ней стоит организация. Полагая, что создание революционной партии стоит на повестке дня, Барсия предпринял ряд контактов с различными троцкистскими, маоистскими и анархистскими организациями, чтобы предложить им перегруппировать свои силы, несмотря на разногласия, в рамках общей организационной структуры, но его усилия оказались тщетными, другие группы (за исключением Коммунистической лиги Алена Кривина) отклонили эти предложения. 
По профессии Барсия был медработником и фармацевтом. Когда его уволили в 1966 году, он пустил выходное пособие на создание заочной медицинской школы OPPM, а затем стал сотрудником небольшой исследовательской компании EPMED (Медико-фармацевтические исследования и реклама). 
Рост электоральных показателей партии «Рабочая борьба» на президентских выборах 1995 года, переваливших за 5% голосов, побудили некоторых журналистов более пристально изучить деятельность её и её главного лидера, личность которого не была раскрыта прессой до 1998 года (по сведениям некоторых СМИ, даже Служба общей разведки не знала настоящей личности Харди, что кажется маловероятным), но после этого он стал героем нескольких сенсационных материалов. 
Так, согласно книге журналиста Франсуа Коха, Барсиа «был акционером и директором нескольких компаний, предоставляющих услуги производителям фармацевтической продукции в течение тридцати лет… и советником Национального союза фармацевтической промышленности, мощного лобби работодателей» — утверждалось, что такая двойная жизнь якобы делала Барсию «пособником боссов днём и непримиримым троцкистом ночью».
Барсиа оспаривал это в судах, решения которых за 2000—2005 годы осудили за клевету повторивших эти и подобные заявления (например, что партия Lutte Ouvrière получает выгоду от незаконного финансирования) самого Коха, а также издания L’Express, Nouvel Observateur, Libération, политика Габриэля Кон-Бендит (брата Даниэля), Canal+ и журналиста Виктора Робера.
Барсиа умер в июле 2009 года в Кретее, но о его смерти газета Lutte Ouvrière объявила лишь год спустя. По словам Арлетт Лагийе, таким было желание покойного, которому претили газетная шумиха и утверждения, что он является «гуру секты „Рабочая борьба“».
Журналист Кристоф Бурсейе опубликовал книгу бесед с Харди в 2003 году. После объявления о смерти Роберта Барсиа он сказал: «Было два Арди. Был Арди — троцкистский активист, который управлял своими товарищами с большой дисциплиной и посвятил свою жизнь коммунизму и революции. И был Барсиа — частное лицо, приятный и знающий человек с большим чувством юмора».